# Regierung Poul Nyrup Rasmussen I
Nach dem Rücktritt der Regierung Poul Schlüter IV wurde Poul Nyrup Rasmussen mit der Bildung einer neuen dänischen Regierung beauftragt. Amtierende Königin war Margrethe II.
Dem Kabinett Poul Nyrup Rasmussen I traten vier Parteien bei: Sozialdemokraten (S), Zentrumsdemokraten (CD), Radikale Venstre (RV) und Christliche Volkspartei (KrF). Es war im Amt vom 25. Januar 1993 bis zum 27. September 1994.
| Ressort                                                             | Name                    | Amtswechsel                       | Partei |
| ------------------------------------------------------------------- | ----------------------- | --------------------------------- | ------ |
| Ministerpräsident                                                   | Poul Nyrup Rasmussen    |                                   | S      |
| Äußeres                                                             | Niels Helveg Petersen   |                                   | RV     |
| Finanzen                                                            | Mogens Lykketoft        |                                   | S      |
| Inneres                                                             | Birthe Weiss            |                                   | S      |
| Justiz                                                              | Pia Gjellerup           | bis 29. März 1993                 | S      |
| Justiz                                                              | Erling Olsen            | ab 29. März 1993                  | S      |
| Wirtschaft                                                          | Marianne Jelved         |                                   | RV     |
| Nordische Zusammenarbeit                                            | Flemming Kofod-Svendsen |                                   | KrF    |
| Umwelt                                                              | Svend Auken             |                                   | S      |
| Energie                                                             | Jann Sjursen            |                                   | KrF    |
| Forschung und Technologie ab 28. Januar 1994: Forschungsministerium | Svend Bergstein         | bis 28. Januar 1994               | CD     |
| Forschung und Technologie ab 28. Januar 1994: Forschungsministerium | Arne Oluf Andersen      | ab 28. Januar 1994                | CD     |
| Bildung                                                             | Ole Vig Jensen          |                                   | RV     |
| kirchliche Angelegenheiten                                          | Arne Oluf Andersen      | bis 28. Januar 1994               | CD     |
| Verteidigung                                                        | Hans Hækkerup           |                                   | S      |
| Soziales                                                            | Karen Jespersen         | bis 28. Januar 1994               | S      |
| Soziales                                                            | Bente Juncker           | ab 28. Januar 1994                | CD     |
| Soziales                                                            | Yvonne Herløv Andersen  | ab 11. Februar 1994               | CD     |
| Kultur                                                              | Jytte Hilden            |                                   | S      |
| Arbeit                                                              | Jytte Andersen          |                                   | S      |
| Verkehr                                                             | Helge Mortensen         | bis 28. Januar 1994               | S      |
| Verkehr                                                             | Jan Trøjborg            | ab 28. Januar 1994                | S      |
| Industrie                                                           | Jan Trøjborg            | bis 28. Januar 1994               | S      |
| Industrie                                                           | Mimi Jakobsen           | 28. Januar 1994 – 8. Februar 1994 | CD     |
| Koordination                                                        | Mimi Jakobsen           | bis 28. Januar 1994               | CD     |
| Koordination und Industrie                                          | Mimi Jakobsen           | ab 8. Februar 1994                | CD     |
| Bau- und Wohnungswesen                                              | Flemming Kofod-Svendsen |                                   | KrF    |
| Steuern                                                             | Ole Stavad              |                                   | S      |
| Gesundheit                                                          | Torben Lund             |                                   | S      |
| Entwicklungszusammenarbeit                                          | Helle Degn              |                                   | S      |
| Landwirtschaft und Fischerei                                        | Bjørn Westh             |                                   | S      |
| Kommunikation und Tourismus                                         | Arne Melchior           | bis 28. Januar 1994               | CD     |
| Kommunikation und Tourismus                                         | Helge Mortensen         | ab 28. Januar 1994                | S      |